# Попов, Александр Павлович
Александр Павлович Попов (укр. Олександр Павлович Попов; род. 22 ноября 1960, Кривой Рог, Днепропетровская область) — украинский государственный и политический деятель. 5-й глава Киевской городской государственной администрации (2010—2014).
Подполковник запаса Службы безопасности Украины. 
В 2011 году «Корреспондент» включил Попова в рейтинг «ТОП-100 самых влиятельных украинцев» (24 место). В 2012 году по версии «Фокус» Попов занял 37 место в рейтинге «200 самых влиятельных украинцев». В 2013 году по версии издания «Корреспондент» Попов занял 47 место списка «ТОП-100 самых влиятельных украинцев».

## Биография
В 1982 году окончил Тюменский инженерно-строительный институт (факультет промышленное и гражданское строительство) и военную кафедру, инженер-строитель. Женат, есть дочь и сын.
С 1982 по 1984 год — служба в ВС СССР (заместитель командира роты, командир роты). С 1984 года — мастер треста «Кременчугрудстрой», затем прораб ремонтно-строительного управления (РСУ) Полтавского горно-обогатительного комбината.
С 1987 по 1991 год проходил службу в КГБ Украинской ССР, с 1991 по 1993 — в СБУ Украины (в подразделениях защиты национальной экономики).
С 1993 года работал в концерне «Инкомбуд» («Инкомстрой»), последовательно занимает должности начальника отдела маркетинга и вице-президента по маркетингу и экономике этой строительно-монтажной фирмы.
С 1994 по 2006 год — городской голова и председатель городской рады города Комсомольск Полтавской области.
В 2007 году — заместитель министра архитектуры, строительства и ЖКХ Украины.
В 2007 и в 2010 годах — министр по вопросам жилищно-коммунального хозяйства Украины.
С 18 декабря 2007 по 11 марта 2010 года — депутат Верховной Рады Украины VI созыва (от Партии регионов).
В июне 2010 года назначен первым заместителем главы Киевской городской государственной администрации, а с 16 ноября 2010 года — главой Киевской городской государственной администрации.
14 декабря 2013 года отстранён от должности главы Киевской городской государственной администрации в связи с подозрением в причастности к нарушению конституционных прав граждан на Майдане Незалежности в ночь на 30 ноября. Уволен с должности 25 января 2014 года.
После отстранения Александра Попова от должности 14 декабря 2013 года до назначения Владимира Макеенко 25 января 2014 года обязанности главы Киевской городской государственной администрации выполнял Анатолий Голубченко.
С 27 октября 2014 — соучредитель компании OFFER UA, которая занимается внешнеэкономической деятельностью (экспортно-импортные операции).
С 16 мая 2017 — председатель Наблюдательного совета Союза малых и средних экспортеров, которая является активным участником Канадского проекта «Промис».
На Парламентские выборы на Украине в 2019 году был независимым кандидатом (точнее - самовыдвиженцем) в избирательном округе Киева (что расположен в Дарницком районе). На выборах Попов не был избран в парламент, так как он получил четвертое место с 9,52% голосов.
На местных выборах в 2020 году был кандидатом на мэрa Киева от ОПЗЖ. На выборах он получил 68 757 голосов, обеспечивая второе место.
С 2020 года депутат Киевского городского совета.

## Награды
- Орден князя Ярослава Мудрого V степени (2012) — за значительный личный вклад в подготовку и проведение на Украине финальной части чемпионата Европы 2012 года по футболу, успешную реализацию инфраструктурных проектов, обеспечения правопорядка и общественной безопасности во время турнира, повышение международного авторитета Украинского государства, высокий профессионализм[14];
- Орден «За заслуги» I степени (2011) — за значительный личный вклад в становление независимости Украины, утверждение её суверенитета и международного авторитета, заслуги в государствообразующей, социально-экономической, научно-технической, культурно-образовательной деятельности, добросовестное и безупречное служение Украинскому народу[15];
- Орден «За заслуги» II степени (2006) — за весомый личный вклад в развитие местного самоуправления, многолетний добросовестный труд и высокий профессионализм[16];
- Орден «За заслуги» III степени (2001) — за весомый личный вклад в становление и развитие местного самоуправления Украины, высокий профессионализм[17];
- Юбилейная медаль «70 лет Вооружённых Сил СССР»[2];
- медалями министерства культуры, министерства здравоохранения и МВД Украины;
- медаль украинского космического агентства «100-летие Кондратюка»;
- Грамота и именные золотые часы от Президента Украины;
- Орден святого равноапостольного князя Владимира I степени (УПЦ МП, 2011 год)[18].
- Почётный гражданин г. Комсомольск;